# Élections locales écossaises de 1999
Les élections locales écossaises de 1999 se sont déroulées le 6 mai 1999.

## Résultats
| Partis | Partis              | Voix      | Voix  | Voix       | Total des sièges | Total des sièges | Total des sièges |
| Partis | Partis              | Votes     | %     | +/−        | Sièges           | +/−              |                  |
| ------ | ------------------- | --------- | ----- | ---------- | ---------------- | ---------------- | ---------------- |
|        | Travailliste        | 829 921   | 36,3  | 7,3        | 550 / 1222       | 63               |                  |
|        | SNP                 | 655 299   | 28,7  | 2,6        | 204 / 1222       | 23               |                  |
|        | Conservateur        | 308 170   | 13,5  | 2,0        | 108 / 1222       | 26               |                  |
|        | Libéraux-démocrates | 289 236   | 12,7  | 2,9        | 156 / 1222       | 35               |                  |
|        | Indépendants        | 172 397   | 7,5   | 0,2        | 195 / 1222       | 44               |                  |
|        | Autres              | 30 322    | 1,3   | 0,1        | 9 / 1222         | 2                |                  |
| Total  | Total               | 2 285 345 | 100,0 | stagnation | 1222 / 1222      | 67               |                  |

### Majorité dans les conseils

Majorité dans les conseils

| Conseil               | Majorité sortante | Majorité sortante | Majorité élue | Majorité élue |
| --------------------- | ----------------- | ----------------- | ------------- | ------------- |
| Aberdeen City         |                   | Travailliste      |               | Travailliste  |
| Aberdeenshire         |                   | Sans majorité     |               | Sans majorité |
| Angus                 |                   | SNP               |               | SNP           |
| Argyll and Bute       |                   | Indépendant       |               | Indépendant   |
| Clackmannanshire      |                   | Travailliste      |               | Sans majorité |
| Dumfries and Galloway |                   | Travailliste      |               | Travailliste  |
| Dundee City           |                   | Travailliste      |               | Sans majorité |
| East Ayrshire         |                   | Travailliste      |               | Travailliste  |
| East Dunbartonshire   |                   | Travailliste      |               | Sans majorité |
| East Lothian          |                   | Travailliste      |               | Travailliste  |
| East Renfrewshire     |                   | Sans majorité     |               | Sans majorité |
| City of Edinburgh     |                   | Travailliste      |               | Travailliste  |
| Falkirk               |                   | Travailliste      |               | Sans majorité |
| Fife                  |                   | Travailliste      |               | Travailliste  |
| Glasgow City          |                   | Travailliste      |               | Travailliste  |
| Highland              |                   | Indépendant       |               | Indépendant   |
| Inverclyde            |                   | Travailliste      |               | Travailliste  |
| Midlothian            |                   | Travailliste      |               | Travailliste  |
| Moray                 |                   | SNP               |               | Sans majorité |
| Na h-Eileanan Siar    |                   | Indépendant       |               | Indépendant   |
| North Ayrshire        |                   | Travailliste      |               | Travailliste  |
| North Lanarkshire     |                   | Travailliste      |               | Travailliste  |
| Orkney                |                   | Indépendant       |               | Indépendant   |
| Perth and Kinross     |                   | SNP               |               | Sans majorité |
| Renfrewshire          |                   | Sans majorité     |               | Travailliste  |
| Scottish Borders      |                   | Sans majorité     |               | Sans majorité |
| Shetland              |                   | Indépendant       |               | Indépendant   |
| South Ayrshire        |                   | Travailliste      |               | Travailliste  |
| South Lanarkshire     |                   | Travailliste      |               | Travailliste  |
| Stirling              |                   | Travailliste      |               | Sans majorité |
| West Dunbartonshire   |                   | Travailliste      |               | Travailliste  |
| West Lothian          |                   | Travailliste      |               | Travailliste  |